# تبادل (سلوك جنسي)

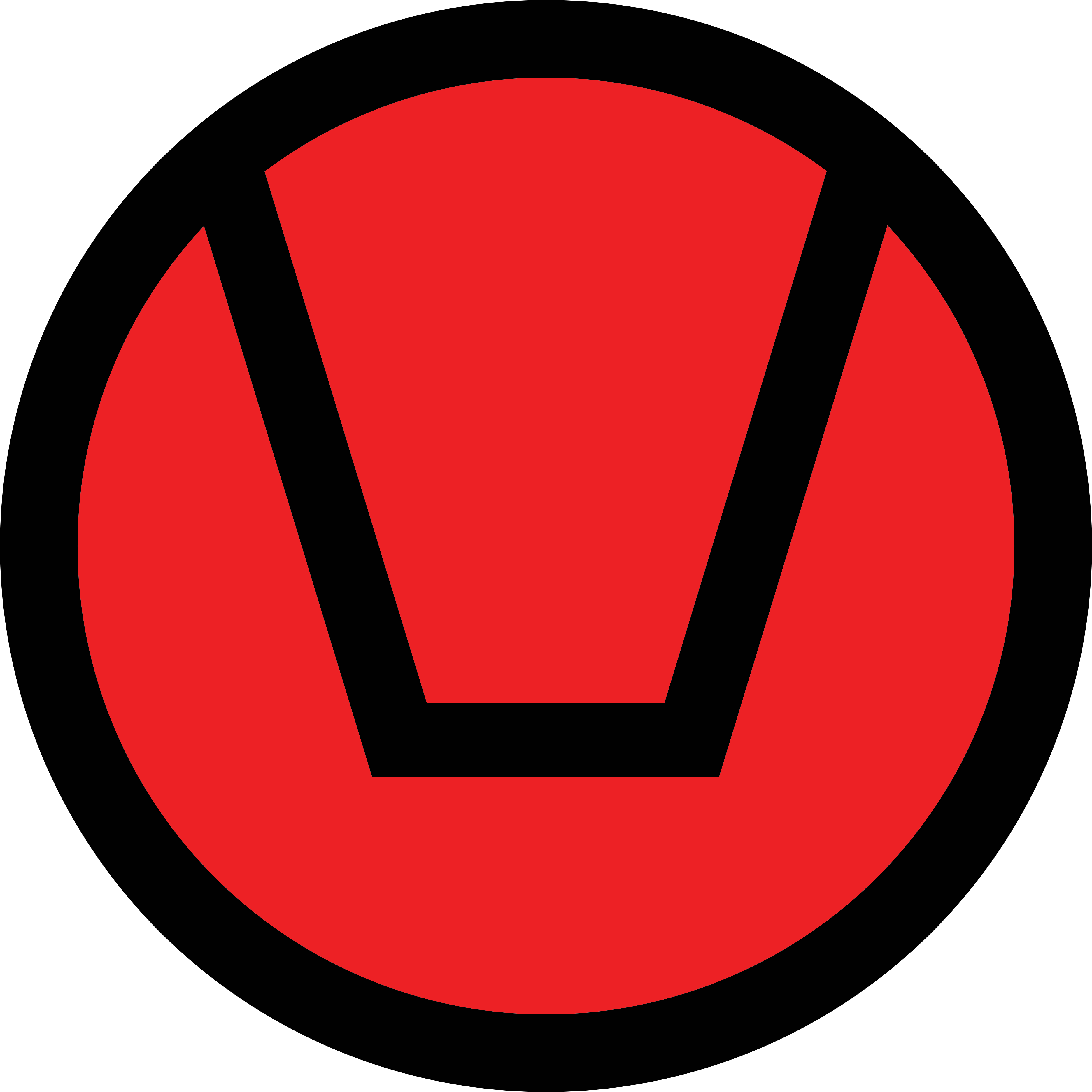

تبادل جنسي المعروف أيضاً بتبادل الزوج/ة و تبادل العشيق/ة، هو سلوك جنس غير أحادي يتم عند العشاق أو العزبان حيث يرتطبون بعلاقة جنسية متفقة فيما بينهم مع أشخاص آخرين ويمارسون الجنس مع بعضهم. ويعتبر أكثر الحالات الجنسية حرية بعد الثورة الجنسية التي نشأت في ستينات القرن الماضي، وذلك بعد ظهور حبوب منع الحمل مع الواقيات الجنسية، يعتبر هذا السلوك عند معظم الناس غير أخلاقي وتجرمه عدة دول هذه الفعلة وتضعهُ الأديان ضمن الزنا والديوثة، هذا الفعل كان موجود في عدة مناطق في العالم.